# آيوورث (بيدفوردشير)
آيوورث (بالإنجليزية: Eyeworth)‏ هي قرية وأبرشية مدنية تقع في المملكة المتحدة في إنجلترا.